# Ascher H. Shapiro
Ascher Herman Shapiro (* 20. Mai 1916 in Brooklyn, New York; † 26. November 2004 in Boston, Massachusetts) war ein US-amerikanischer Ingenieurwissenschaftler für Hydrodynamik und Aerodynamik. Er war Professor für Mechanik (Mechanical Engineering) am Massachusetts Institute of Technology (MIT).

## Leben
Shapiro wuchs in New York City auf und studierte am MIT mit dem Bachelor-Abschluss 1938 und der Promotion 1946 in Maschinenbau (Mechanical Engineering). Zuvor war er schon ab 1943 Assistant Professor am MIT und lehrte Hydrodynamik. 1962 wurde er Ford Professor am MIT, und 1975 erhielt er den höchsten Rang des Institute Professor des MIT. 1965 bis 1974 leitete er seine Fakultät (Mechanical Engineering). 1986 emeritierte er.
Neben Hydro- und Aerodynamik speziell in der Luftfahrt (Überschallströmung), für Gasturbinen und für Raketen, Mechanik und Thermodynamik kompressibler Strömungen befasste er sich auch mit Hydrodynamik des Blutkreislaufs und Medizintechnik. Er schrieb ein populärwissenschaftliches Buch über Strömung, das auch ins Deutsche übersetzt wurde. Er wurde auch als Pädagoge ausgezeichnet (Benjamin Garver Lamme Award 1977) und gründete 1961 den National Council for Fluid Mechanics Films (NCFMF), deren Filme in den USA bei der Lehre der Strömungsmechanik weite Verbreitung fanden.
1999 erhielt er die Daniel C. Drucker Medal. Er war zweifacher Ehrendoktor (University of Salford 1978, Technion 1985) und Mitglied der National Academy of Sciences (1967), der American Academy of Arts and Sciences (1952) und der National Academy of Engineering (1974). Er war Ehrenmitglied der American Society of Mechanical Engineers.

## Schriften
- The Dynamics and Thermodynamics of Compressible Fluid Flow. 2 Bände. Ronald Press, New York 1953/54
- Shape and Flow: The Fluid Dynamics of Drag. Anchor Books, Garden City 1961; Heinemann, London 1964
  - Deutsche Übersetzung: Strömungsformen – Probleme des Strömungswiderstands. Desch, 1963